# Norodom Sirivudh
Norodom Sirivudh (khmer : នរោត្តម សិរី វុ ឌ្) né le 8 juin 1951 à Phnom Penh est un  homme politique cambodgien, ministre des affaires étrangères de 1993 à 1994.  Il est fils du roi Norodom Suramarit et demi-frère du roi  Norodom Sihanouk.

## Biographie
Le prince Sirivuh est demi-frère du roi Norodom Sihanouk et oncle de Norodom Ranariddh, premier ministre du Cambodge.
Norodom Sirivudh est étudiant en France à l'Université Paris Dauphine.
Il est vice premier ministre et ministre des affaires étrangères en 1993 et 1994. Il démissionne le 23 octobre 1994. Sa démission fait suite à des tensions importantes au sein du gouvernement, qui entraînent le limogeage de Sam Rainsy, ministre des finances et de l'économie. Le 21 novembre 1995, il est arrêté et accusé de complicité dans une tentative d'assassinat de Hun Sen, ce qu'il nie. En décembre 1995 les autorités acceptent que Norodom Sirivudh  choisisse l'exil, ce qu'il fait, et vient en France.  À l'issue d'un procès il est condamné, par contumace, en janvier 1996, à dix ans de prison.
De retour au Cambodge il reprend une activité politique active. Il est secrétaire général du Funcinpec lorsque ce parti forme, en 2004, une coalition gouvernementale avec le Parti du peuple cambodgien de Hun Sen, jusqu'en 2008. L'accord politique de coalition s'est accompagné de la mise en place d'un gouvernement. Norodom Sirivudh est ministre de l'Intérieur du 16 juillet 2004 au 2 mars 2006.
Il se retire de la vie politique en octobre 2008. Norodom Sirivudh assure toutefois diverses fonctions : membre du Conseil constitutionnel, conseiller privé du Roi, fondateur et président du conseil d'administration de l'Institut cambodgien de coopération et de paix.
En 2017 Norodom Sirivudh subit un accident vasculaire cérébral.

## Décorations
- Grand Cordon de l'Ordre du Soleil Levant (Japon), 2019[9]
- Ordre de l'Amitié du Vietnam, 2005